# 石涧镇 (无为市)
石涧镇，是中华人民共和国安徽省芜湖市无为市下辖的一个乡镇级行政单位。石涧镇位于无为县西北部，是无为县的北大门。全镇国土面积156平方公里，其中耕地面积66171亩，山场面积48150亩，总户数18114户，总人口77413人。全镇辖17个村委会、3个社区，镇政府驻石涧社区。

## 行政区划
石涧镇下辖以下地区：
福路社区、石涧社区、黄图社区、汪冲村、柘城村、赵巷村、范庄村、下庄村、合法村、天花村、纯头村、孙岗村、青苔村、打鼓村、太平村、黄埠村、团山村、西庙村、柴林村和二龙村。